# Holden (Massachusetts)
Pour les articles homonymes, voir Holden.
Holden est une municipalité du comté de Worcester (Massachusetts) au Massachusetts, fondée en 1723.
Sa population était de 17 346 habitants en 2010.

## Localisation
| Princeton Rutland | Princeton        | Sterling      |
| Rutland           | Holden           | West Boylston |
| Paxton            | Paxton Worcester | Worcester     |